# Eugenia cotinifolia
Eugenia cotinifolia là một loài thực vật có hoa trong Họ Đào kim nương. Loài này được Jacq. mô tả khoa học đầu tiên năm 1768.